# Boha
La Boha és una cornamusa pròpia de la regió de Gascunya a Occitània. És un instrument que té moltes característiques semblants a les cornamuses pròpies de la zona de l'est d'Europa. Aquest instrument consta de les següents parts: el sac, on es monten les altres peces; el tub melòdic; el tub semi melòdic, i el "brunidèir", que permet ajustar les notes del tub semi melòdic. Aquest instrument és sovint acompanyat d'altres com l'acordió diatònic, el violí o d'altres instruments tradicionals.

## Bohaires coneguts
- Arnaud Bibonne
- Guillaume Lopez
- Robert Matta
- Yan Cozian